# Кайзер (Западная Виргиния)
Кайзер (англ. Keyser) — город на северо-востоке штата Западная Виргиния, США. Административный центр округа Минерал. Население по данным переписи 2010 года — 5439 человек.

## География
По данным Американского бюро переписи населения, общая площадь города составляет 4,97 км². Город расположен на реке Северный Потомак около пересечения дороги штата 46 и US 220.

## История
Первыми поселенцами на территории города считаются Уильям Майо и Джордж Саваж, они были отправлены лордом Фэрфаксом в 1736 году на поиски истока реки Потомак. Первоначально поселение называлось Падди-Таун, предположительно в честь Патрика Маккарти, владельца местных земель. Затем название было изменено на Нью-Крик. Экономический рост начался с прибытием в поселение компании Baltimore and Ohio Railroad в 1852 году, позднее город сменил название на Кайзер в честь Уильяма Кайзера, вице-президента железнодорожной компании Baltimore and Ohio Railroad. Округ Минерал был создан в 1866 году, и Кайзер стал его окружным центром. Во время Гражданской войны город был важным транспортным узлом из-за железной дороги, он переходил от одной стороны к другой 14 раз. Кайзер был инкорпорирован в 1913 году.

## Население
Согласно данным переписи населения 2010 года, в городе насчитывалось 5439 жителей. Плотность населения, таким образом, составляла 1094 человек на км². Расовый состав населения города был таков: 88,4 % — белые; 8,6 % — афроамериканцы; 0,2 % — коренные американцы; 0,4 % — азиаты; 0,1 % — представители других рас и 2,3 % — представители двух и более рас. 1,4 % населения определяли своё происхождение как испанское (латиноамериканское).
Из 2224 домохозяйств на дату переписи 26,8 % имели детей; 35,6 % были женатыми парами. 37,5 % домашних хозяйств было образовано одинокими людьми, при этом в 18,5 % домохозяйств проживал одинокий человек старше 65 лет. Среднее количество людей в домашнем хозяйстве составляло 2,20; средний размер семьи — 2,88 человек.
Возрастной состав населения: 19,4 % — младше 18 лет; 19,0 % — от 18 до 24 лет; 19,8 % — от 25 до 44 лет; 24,7 % — от 45 до 64 лет и 17,1 % — 65 лет и старше. Средний возраст — 36,1 лет. 48,2 % населения — мужчины и 51,8 % — женщины.
Динамика численности населения города по годам:
| 1940 | 1950 | 1960 | 1970 | 1980 | 1990 | 2000 | 2010 |
| ---- | ---- | ---- | ---- | ---- | ---- | ---- | ---- |
| 6177 | 6347 | 6192 | 6586 | 6569 | 5870 | 5303 | 5439 |

## Известные уроженцы
- Генри Луис Гейтс — американский литературный критик, историк, писатель